# Мікулиці (Великопольське воєводство)
Мікулиці (пол. Mikulice) — село в Польщі, у гміні Добра Турецького повіту Великопольського воєводства.
Населення — 374 особи (2011).

## Демографія
Демографічна структура станом на 31 березня 2011 року:
|          | Загалом | Допрацездатний вік | Працездатний вік | Постпрацездатний вік |
| -------- | ------- | ------------------ | ---------------- | -------------------- |
| Чоловіки | 186     | 38                 | 128              | 20                   |
| Жінки    | 188     | 37                 | 106              | 45                   |
| Разом    | 374     | 75                 | 234              | 65                   |